# Lighthouse (песня Нины Кралич)
Lighthouse (с англ. — «Маяк») — песня хорватской певицы Нины Кралич, с которой она представляла Хорватию на конкурсе Евровидение 2016, проведенном в Стокгольме, Швеция.
Музыкальное видео на песню было выпущено 9 мая 2016. 11 апреля состоялась премьера нового официального клипа, снятого в Загребе.

## Композиции
| №  | Название     | Длительность |
| -- | ------------ | ------------ |
| 1. | «Lighthouse» | 3:00         |